# Ampithoe riedli
Ampithoe riedli is een vlokreeftensoort uit de familie van de Ampithoidae. De wetenschappelijke naam van de soort is voor het eerst geldig gepubliceerd in 1968 door Krapp-Schickel.